# Instituto Andaluz de las Artes y las Letras
El Instituto Andaluz de las Artes y las Letras, I.A.A.L., es una entidad de derecho público adscrita a la Consejería de Cultura de la Junta de Andalucía. Fue creada en la Disposición adicional decimocuarta de la Ley 3/1991, aprobándose su reglamento general en Decreto 46/93 de 20 de abril.
Originalmente se constituyó con el nombre de Empresa Pública de Gestión de Programas Culturales y Deportivos. Tras asumir la Consejería de Turismo las competencias en materia deportiva, paso a denominarse Empresa Pública Gestión Programas Culturales. Por último y tras la última reforma del Gobierno, el Consejo de Gobierno de la Junta de Andalucía aprobó el 13 de abril de 2010 el cambio de denominación por la de Instituto Andaluz de las Artes y las Letras.
La sede central del Instituto se encuentra ubicada en el Estadio Olímpico de La Cartuja en Sevilla.
Tras la aprobación de la Ley 1/2011, de 17 de febrero de reordenación del sector público de Andalucía, pasó a denominarse Agencia Andaluza de Instituciones Culturales.

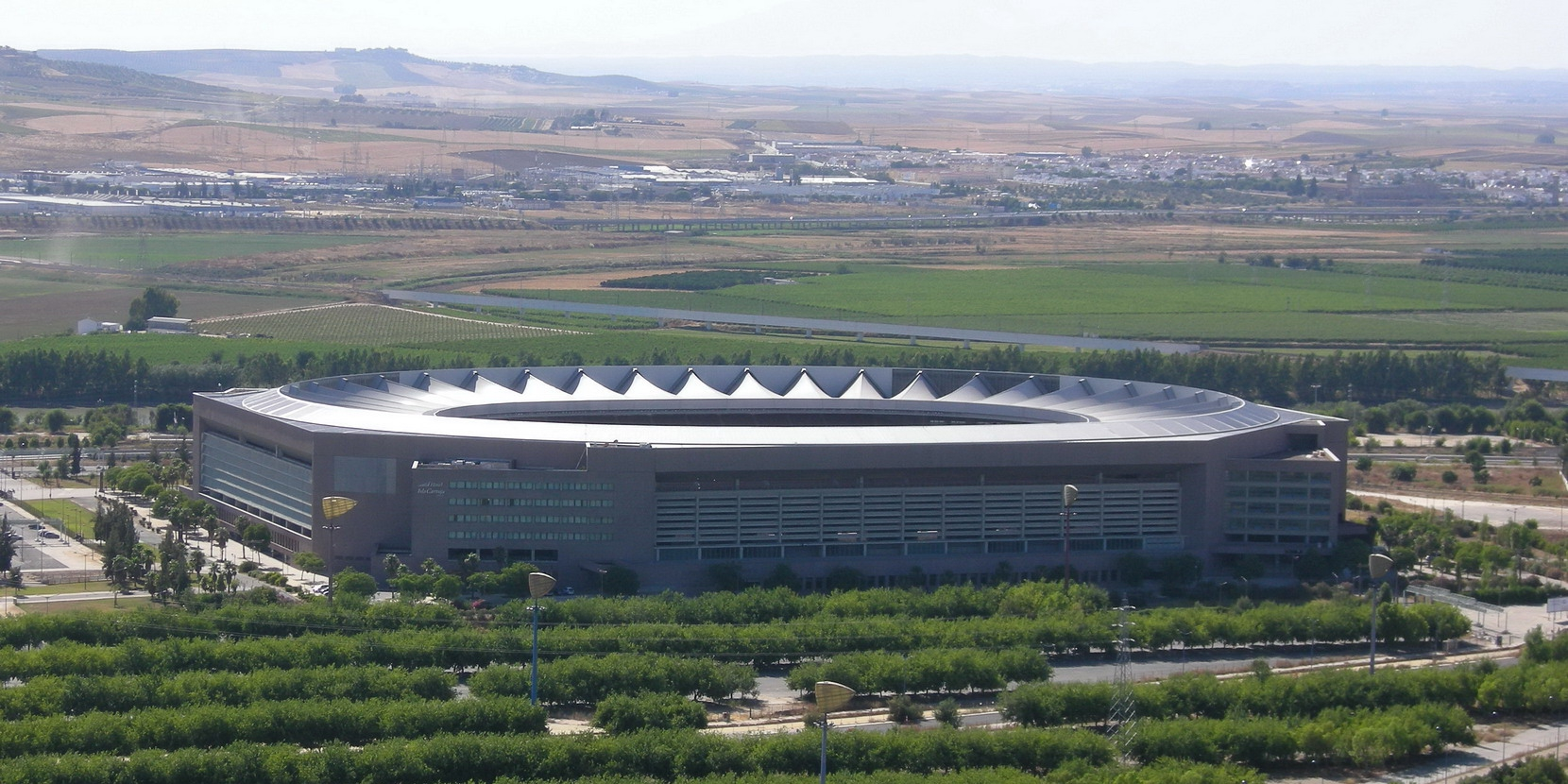
Estadio Olímpico de Sevilla, donde se ubica actualmente la Sede Central del Instituto.